# 亚历山大·亚历山德罗维奇·斯克沃尔佐夫
亚历山大·亚历山德罗维奇·斯克沃尔佐夫（俄语：Александр Александрович Скворцо́в，羅馬化：Aleksandr Aleksandrovich Skvortsov，1966年5月6日—）是俄罗斯第105位宇航员，世界第510位宇航员。

## 早年
1966年出生在曉爾科沃。1987年毕业于斯塔夫罗波尔高等防空飞行员和领航员空军学校的飞行员工程师专业，1997年毕业于特维尔的朱可夫防空军事指挥学院。

## 宇航员生涯
1997年成为加加林宇航员培训中心宇航员候选人。1998年1月至1999年11月参加了基本太空飞行训练，1999年11月获得测试宇航员资格。2000年1月开始接受国际空间站任务高级培训。从2008年3月开始，他作为飞行工程师和联盟号指挥官，接受了远征21/22任务备用人员培训。2009年10月开始接受远征23/24任务训练。

### 远征23/24
莫斯科时间2010年4月2日8时4分（北京时间12时4分），他作为指令长，与米哈伊尔·科尔尼延科和美国女宇航员特蕾西·考德威尔·戴森乘坐俄罗斯“联盟TMA-18”载人飞船升空，前往国际空间站，执行远征23任务。

### 远征39/40
莫斯科时间2014年3月26日1时17分（北京时间5时17分），他和奥列格·阿尔捷米耶夫、美国宇航员斯蒂芬·斯旺森乘坐联盟TMA-12M载人飞船发射升空，执行远征39/40号任务。其间将进行两次太空行走，进行上百项科学实验。
格林尼治时间2014年8月18日14时（北京时间22时）左右，他和阿尔捷米耶夫走出国际空间站，开始了5个多小时的太空行走任务。阿尔捷米耶夫将一颗人造迷你卫星送入太空。

### 远征60/61
统计
| # | 飞船代号    | 发射时间（UTC）       | 任务代号               | 着陆时间（UTC）      | 时间总计     | 舱外活动次数 | 舱外活动时间 |
| - | ----------- | --------------------- | ---------------------- | -------------------- | ------------ | ------------ | ------------ |
| 1 | 联盟TMA-18  | 2010年4月2日4时4分    | 联盟TMA-18，远征23/24  | 2010年9月25日5时23分 | 176日1时18分 | 0            | 0            |
| 2 | 联盟TMA-12M | 2014年3月25日21时17分 | 联盟TMA-12M，远征39/40 | 2014年9月11日2时23分 | 169日5时5分  | 2            | 12时34分     |
|   |             |                       |                        |                      | 345日6时23分 | 2            | 12时34分     |

## 荣誉
- 俄罗斯联邦宇航员和俄罗斯联邦英雄荣誉称号（2011年）[7]
- 四级“祖国功勋”勋章（2016年）[8]
- 苏联武装力量七十周年纪念奖章（1988年）；俄罗斯武装部队一级，二级和三级荣誉服务奖章[9]
- 美国宇航局太空飞行奖章（2014年）[9]

## 图集

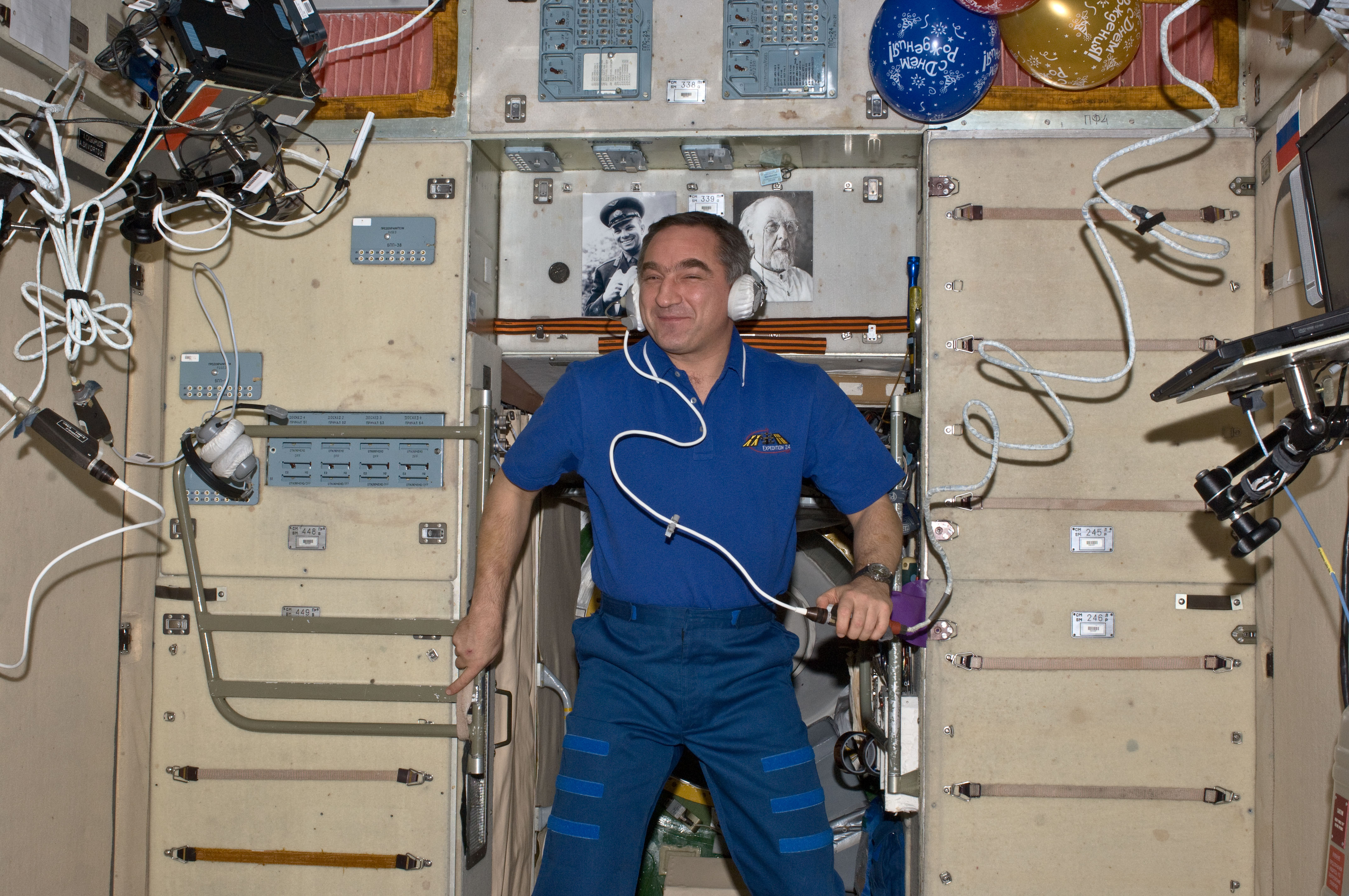
任务期间
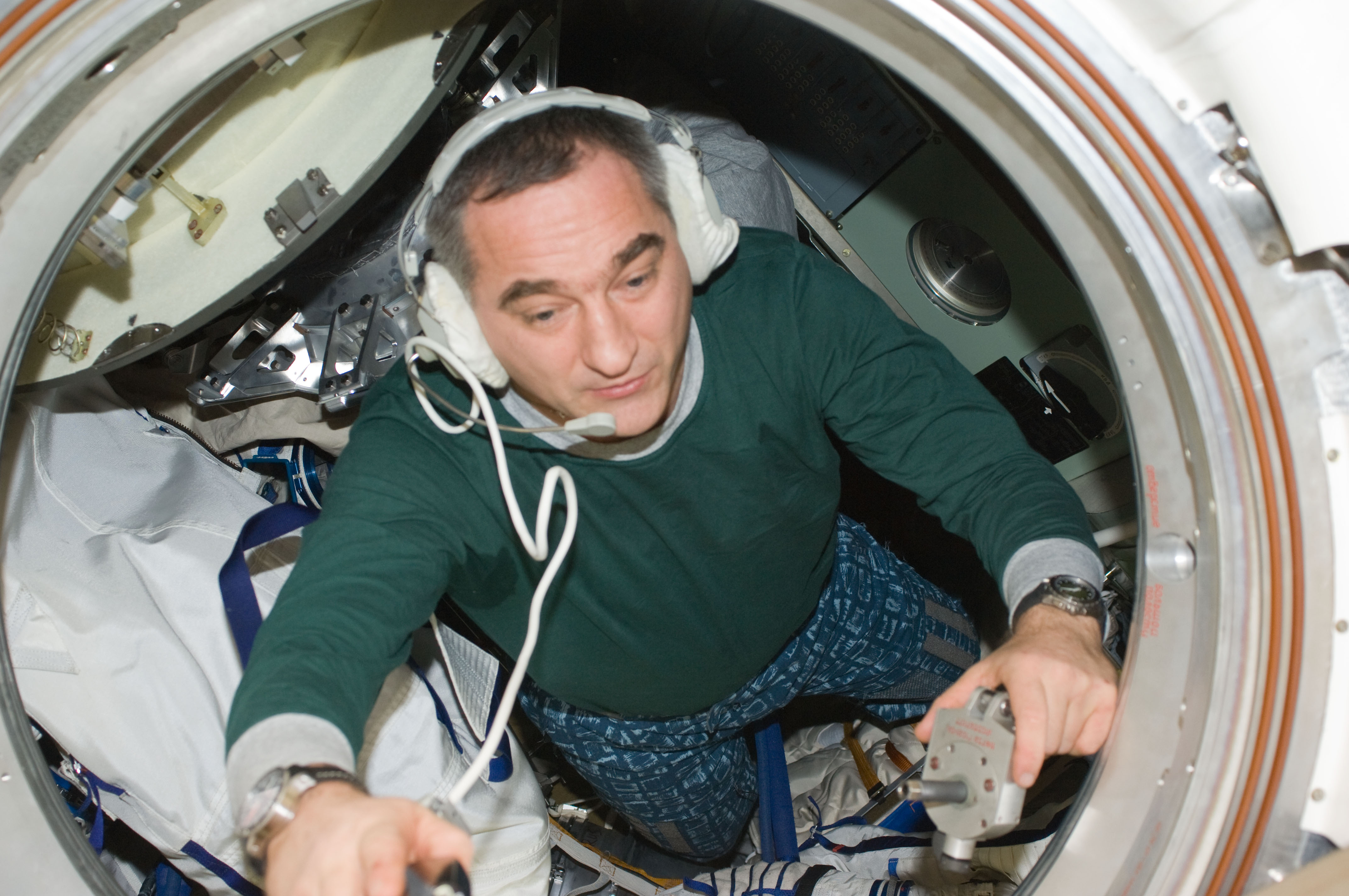
TMA-18
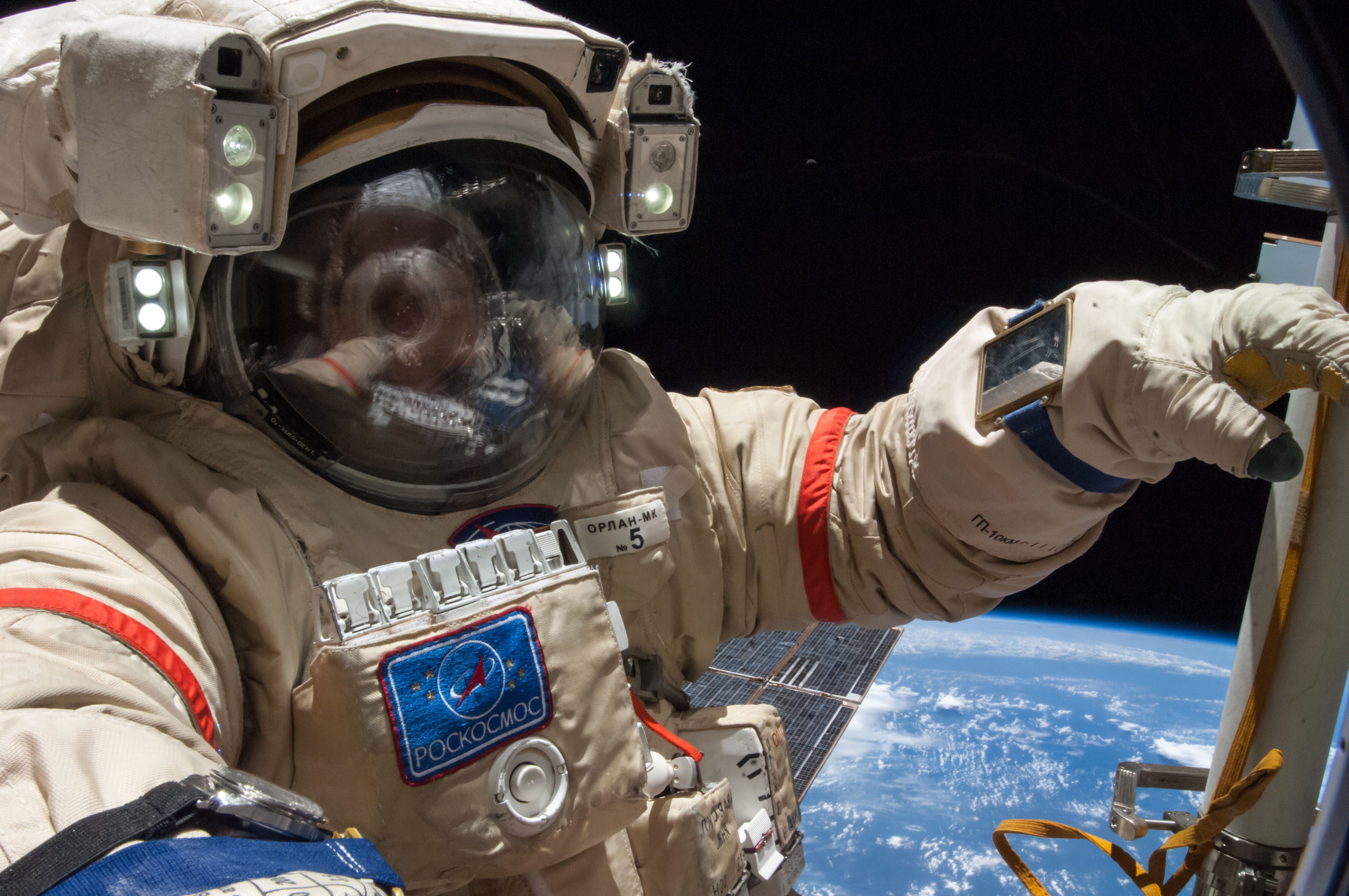
舱外活动
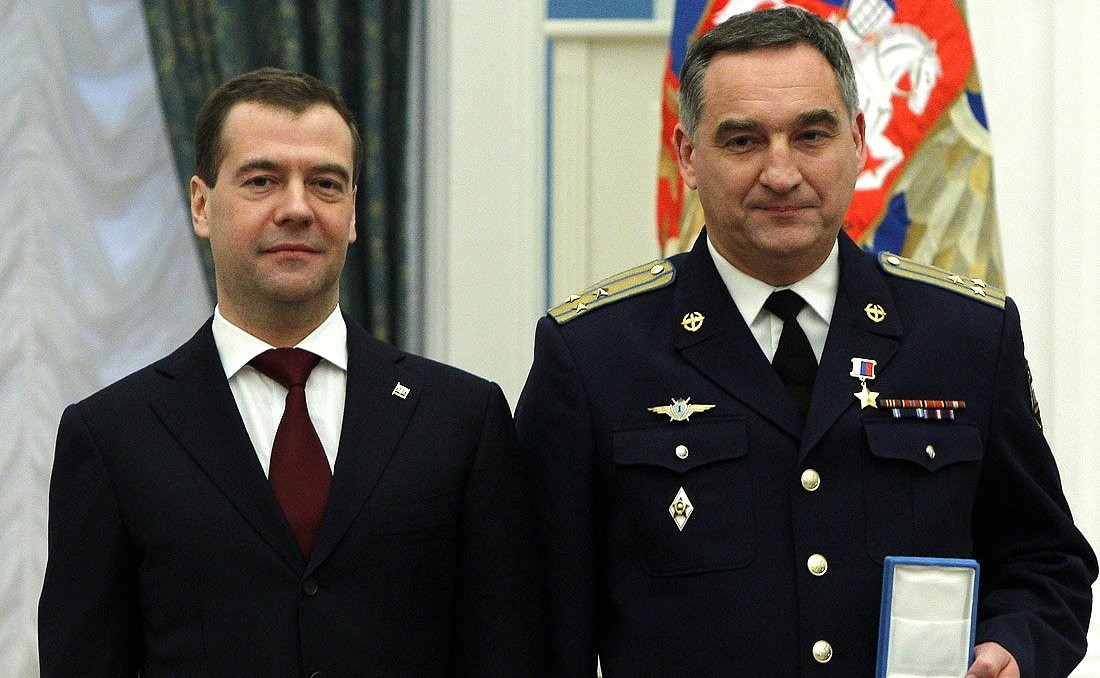
俄罗斯联邦英雄授奖仪式与梅德韦杰夫合影
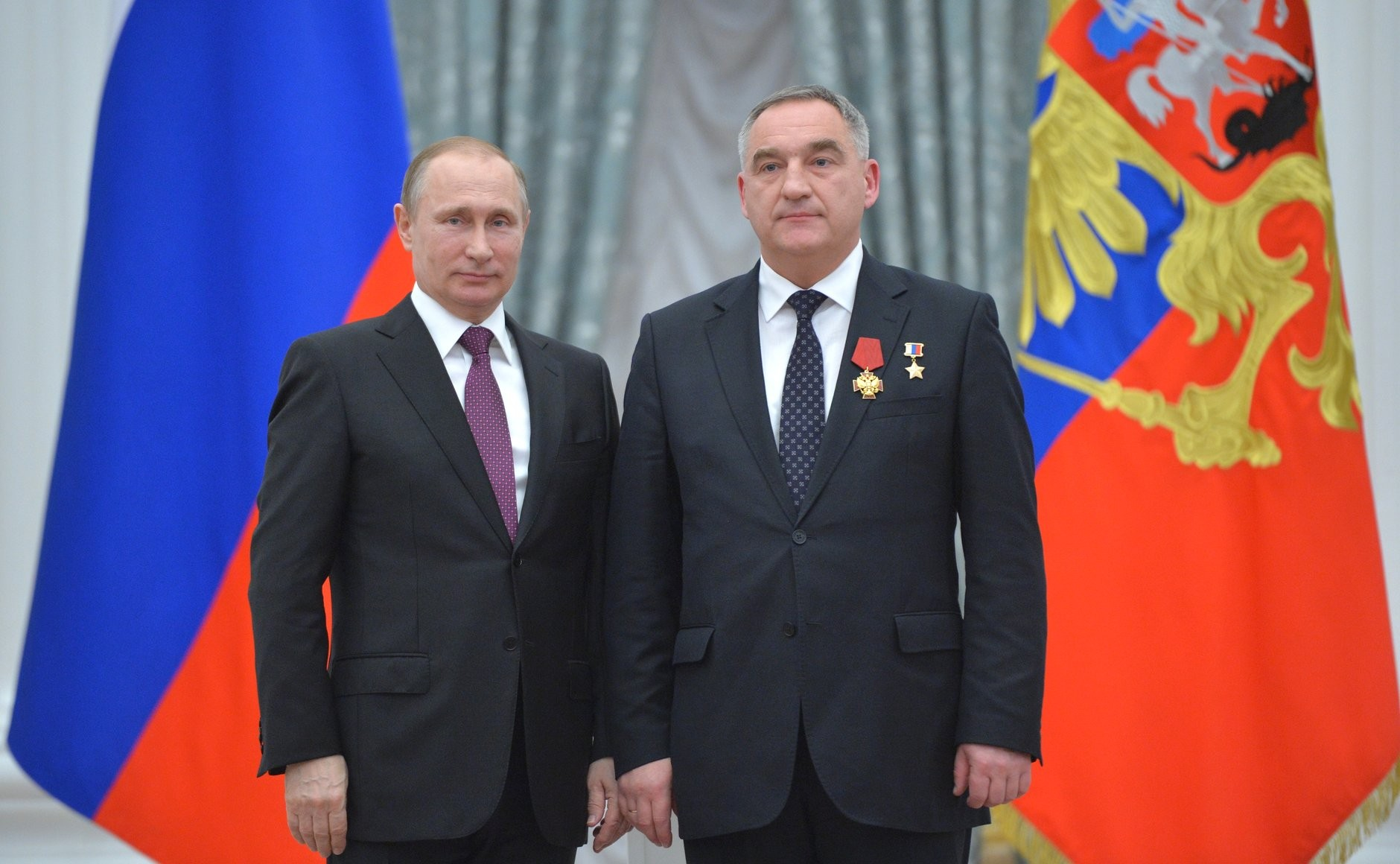
2016年3月10日祖国功勋勋章授奖仪式与普京合影